# Transmorphers: Fall of Man
Transmorphers: Fall of Man è un film del 2009 diretto da Scott Wheeler. 
È un B-movie di fantascienza prodotto da The Asylum, casa di produzione specializzata nei film a basso costo. È un prequel del film del 2007 Transmorphers.

## Trama
Nel 2009 un gruppo di scienziati scopre un pianeta con presenza di forme di vita e decide di inviarvi un messaggio di pace per entrare in contatto con la sua popolazione. Una volta ricevuto il messaggio, i robot che lo abitano danno il via a un'invasione del pianeta Terra. La storia racconta di come un ufficiale di polizia, Ryan Hadley, sua moglie Madison Ryan e il dottor Joe Summers cerchino di trovare rifugio per potersi salvare dall'invasione aliena.

## Produzione
Il film è stato prodotto da The Asylum con un budget stimato in un milione di dollari.

## Distribuzione
Il film è uscito direttamente in home video negli Stati Uniti il 30 giugno del 2009.